# Ottorino Barassi
Ottorino Barassi (Nápoles, 5 de outubro de 1898 — Roma, 24 de novembro de 1971) foi um dirigente esportivo italiano.
Dirigente e organizador da Copa do Mundo de 1934, 1938* (segundo Olimpicus), 1950 e do Torneio Internacional de Clubes Campeões de 1951 conhecido como Copa Rio, que recebeu a "Taça Rio".
 É um dos membros-fundadores da União das Associações Europeias de Futebol (UEFA) presidindo a reunião para a sua regulamentação com a autorização da FIFA. E um dos idealizadores de um torneio de clubes da Europa, a Taça UEFA (atual Liga Europa).[carece de fontes?] O "Torneio dos Vencedores de Copas" foi projetado por Barassi para 1952 no Brasil como um evento de seleções nacionais que não houve. Foi delegado e secretário-geral da FIFA, ocupando esse último cargo ao lado de Stanley Rous em 1951 no lugar do aposentado Ivo Schricker. Na Itália, foi comissário da Federação Italiana de Futebol (FIGC) de 1944 a 1946 e seu presidente de 1946 a 1958.

## Carreira

### Dirigente
Em 1925, Ottorino Barassi foi vice-presidente da Associação Italiana de Árbitros (do italiano: Associazione Italiana Arbitri; abreviada como AIA); em 1926, ocupou o cargo de secretário do Direttorio Divisioni Superiori; em 1927, tornou-se comissário, e depois, presidente do Direttorio da Federação Italiana de Futebol (FIGC), onde permaneceu até 1933.
Em 1933, assumiu o cargo de secretário-geral da FIGC, e a regência da entidade entre 1944 e 1946, e por fim, o cargo de presidente do órgão máximo do futebol italiano entre os anos de 1946 e 1958. Barassi é responsável por uma das mais longas e complexas presidências da história da FIGC, durante a qual toda a organização dos campeonatos foi reestruturada. Durante sua gestão na FIGC nasceu em 1946 a Lega Nazionale, com sede em Milão, que organizava os campeonatos da Serie A e Serie B. Em 1958, após doze anos de presidência, foi substituído pelo comissário extraordinário Bruno Zauli.
Durante a Segunda Guerra Mundial (1939–1945), período em que as competições esportivas foram paralisadas pelo conflito, Ottorino Barassi evitou que a taça de ouro maciço que a Itália conquistara na Copa de 1938 não caísse nas mãos dos nazistas. Barassi teria — segundo uma versão de outras contadas — colocado a taça dentro de uma caixa de sapatos, que ficara escondido sob sua cama durante toda a guerra. Uma versão mais crível foi publicada pelo jornal La Stampa de Turim, em 15 de maio de 1950, a taça Coupe du Monde ficando na responsabilidade de Barassi que presidia a Federação Italiana de Futebol, a entidade guardou a conquista da Itália com a delegação do país neutro na guerra, os embaixadores suíços no Vaticano. Em homenagem ao presidente da FIFA, Jules Rimet, que não mediu esforços para manter vivo o espírito do futebol durante os anos da guerra, o troféu passou a ser chamado de Taça Jules Rimet.
Ottorino Barassi juntamente com Stanley Rous e Sotero Cosme foram o trio formador da comissão organizadora da Copa do Mundo de 1950.   No ano seguinte o trio também fez parte do comitê organizador do Torneio Internacional de Clubes Campeões de 1951, que também é conhecido como Copa Rio de 1951.
Além de cargos de dirigente na Itália, em 1952, Barassi fez parte do Comitê Executivo da Federação Internacional de Futebol (FIFA), como vice-presidente da entidade. Em 1959, foi eleito o primeiro presidente da recém-criada Lega Nazionale Dilettanti, com sede em Roma e responsável pelos campeonatos amadores do futebol italiano, permaneceu no cargo até e 1971.

## Reconhecimento
Entre 1968 e 1976 foi disputada a Copa Ottorino Barassi,  entre clubes da Itália e Inglaterra.[carece de fontes?]

### Individual
Em 2011, Ottorino Barassi foi inserido no Hall da Fama do futebol italiano.